# Tour de Burgos 2012
La 34e édition du Tour de Burgos s'est déroulée du 1er au 5 août 2012.

## Présentation

### Parcours
Le Tour de Burgos 2012 était composé de cinq étapes. Les coureurs ont parcouru un total de 775 kilomètres dans la province de Burgos. La course a débuté à Miranda de Ebro et a pris fin, comme chaque année, aux lacs de Neila dont l'ascension fait figure de juge de paix de l'épreuve avec des secteurs à près de 17 % de pente.
La première étape est accidentée et présente une arrivée en côte de catégorie 3 à Ojo Guareña (es). La seconde est un circuit autour de Burgos parcouru à trois reprises comportant l'ascension de l'Alto del Castillo (montée de troisième catégorie) au sommet duquel est jugée l'arrivée de l'étape. Les coureurs sont partis ensuite de Santo Domingo de Silos pour rejoindre Lerma dans une troisième étape, elle aussi, vallonnée avec trois ascensions de troisième catégorie. Toutefois la dernière difficulté, l'Alto de Majadal, est positionnée à 25 kilomètres de l'arrivée. La quatrième étape est longue de 170 kilomètres mais aucune côte n'y est répertoriée.
La dernière étape est l'étape reine de ce tour. En effet, elle comporte sept ascensions : trois de 2e catégorie, une de 1re, une de 3e et l'ascension finale hors-catégorie.

### Équipes engagées
| Code | Équipe            |
| ---- | ----------------- |
| SKY  | Sky               |
| RAB  | Rabobank          |
| KAT  | Katusha           |
| EUS  | Euskaltel-Euskadi |
| FDJ  | FDJ-BigMat        |
| ORI  | Orica-GreenEDGE   |
| LIQ  | Liquigas          |
| MOV  | Movistar          |

| Code | Équipe                       |
| ---- | ---------------------------- |
| AND  | Androni Giocattoli-Venezuela |
| ACG  | Andalucía                    |
| CJR  | Caja Rural                   |
| SAU  | Saur-Sojasun                 |
| ACQ  | Acqua & Sapone               |
| ARG  | Argos-Shimano                |
| COL  | Colombia-Coldeportes         |
| TSV  | Topsport Vlaanderen-Mercator |

| Code | Équipe                    |
| ---- | ------------------------- |
| ORB  | Orbea Continental         |
| BUR  | Burgos BH-Castilla y Leon |

### Favoris
Les leaders de l'équipe Rabobank, Robert Gesink et Bauke Mollema contraints d'abandonner le Tour de France 2012 font figure de prétendants à la victoire finale au même titre que Joaquim Rodríguez et Daniel Moreno (Katusha), respectivement premier et second de l'édition précédente. Les équipes espagnoles Movistar et Euskaltel-Euskadi inscrivent, elles aussi, des coureurs déjà en vue en 2011 : David Lopez (6e) et David Arroyo (11e) pour la Movistar, Igor Antón (8e) et Mikel Landa (meilleur grimpeur de l'épreuve et vainqueur de la dernière étape) pour l'équipe Euskaltel-Euskadi.
Sur ce parcours difficile, plusieurs cyclistes colombiens peuvent espérer remporter l'épreuve. Ainsi Sergio Henao et Rigoberto Urán, coureurs de la Team Sky, respectivement 3e et 10e du Tour de Pologne 2012, font partie des favoris. L'équipe Colombia-Coldeportes affiche également des ambitions avec des grimpeurs tels que Esteban Chaves (2e de la Prueba Villafranca de Ordizia) ou Darwin Atapuma (en vue, plus tôt dans la saison, lors de l'étape reine du Tour de Californie).

## Étapes
| Étape | Date     | Villes étapes                                 | Type | Distance (km) | Vainqueur      | Leader du classement général |
| ----- | -------- | --------------------------------------------- | ---- | ------------- | -------------- | ---------------------------- |
| 1re   | 1er août | Miranda de Ebro - Ojo Guareña (es)            |      | 135           | Daniel Moreno  | Daniel Moreno                |
| 2e    | 2 août   | Burgos - Burgos                               |      | 141           | Daniel Moreno  | Daniel Moreno                |
| 3e    | 3 août   | Santo Domingo de Silos (es) - Lerma           |      | 159           | Matti Breschel | Daniel Moreno                |
| 4e    | 4 août   | Doña Santos (es) - Clunia                     |      | 170           | Paul Martens   | Daniel Moreno                |
| 5e    | 5 août   | Comunero de Revenga (es) - Lacs de Neila (es) |      | 170           | Esteban Chaves | Daniel Moreno                |

## Récit de la course

### 1reétape

#### Déroulement de l'étape
En début d'étape une échappée de 16 coureurs se forme avec Ángel Madrazo (Movistar), Ricardo Garcia (Euskaltel-Euskadi), Xavier Florencio (Katusha), Maciej Paterski (Liquigas-Cannondale), Christian Meier (Orica-GreenEDGE), Arnaud Gérard (FDJ Big Mat) , Ian Stannard (Sky), Juan Antonio Flecha (Sky), Danny Pate (Sky), Aitor Galdós (Caja Rural), José Vicente Toribio (Andalucía), Tobias Ludgvisson (Argos SHimano), Jonathan Monsalve (Androni Giocattoli-Venezuela), Paul Poux (Saur Sojasun), Francesco Reda (Acqua & Sapone), Lluís Mas (Burgos BH-Castilla y León). La Rabobank, l'une des rares équipes à ne pas être représentée dans cette échappée, roule en tête de peloton afin de contrôler l'échappée.
Aitor Galdos passe en tête des trois sprints volants tandis que Maciej Paterski est le premier au sommet de l'Alto de Bocos (col de 3e catégorie et première des trois difficultés de l'étape). L'échappée est peu à peu réduite à 11 éléments et au sommet de la deuxième difficulté du jour, Jonathan Monsalve passe en tête devant le polonais de la Liquigas.
À 20 kilomètres de l'arrivée, Ángel Madrazo est le premier à déclencher les hostilités dans l'échappée mais il est rapidement repris, alors qu'une chute a lieu à l'arrière du peloton (Alessandro Vanotti de la Liquigas, Francisco Moreno et Antonio Santoro de l'équipe Androni Giocattoli-Venezuela). À la suite d'une attaque du Canadien Christian Meier, c'est Ian Stannard qui réussit le premier à faire un véritable écart. Il prend ainsi jusqu'à 45 secondes (à 5 kilomètres de l'arrivée) sur le peloton qui rattrape en fin de compte les rescapés de l'échappée.
À la suite de l'attaque d'Alberto Losada, coéquipier de Joaquim Rodriguez et Daniel Moreno, le peloton accélère fortement et revient sur Ian Stannard dans l'ascension finale. Daniel Moreno remporte de justesse ce sprint en côte devant Sergio Henao et Matti Breschel (Rabobank). Daniel Moreno gagne donc pour la deuxième année consécutive sur le Tour de Burgos et portera le maillot violet de leader lors de la deuxième étape.
|   | Coureur        | Pays      | Équipe          |    | Temps           |
| - | -------------- | --------- | --------------- | -- | --------------- |
| 1 | Daniel Moreno  | Espagne   | Katusha         | en | 3 h 01 min 25 s |
| 2 | Sergio Henao   | Colombie  | Sky             | +  | m.t             |
| 3 | Matti Breschel | Danemark  | Rabobank        |    | m.t             |
| 4 | Allan Davis    | Australie | Orica-GreenEDGE |    | m.t             |
| 5 | Nacer Bouhanni | France    | FDJ-BigMat      |    | m.t             |

|   | Coureur        | Pays      | Équipe          |    | Temps           |
| - | -------------- | --------- | --------------- | -- | --------------- |
| 1 | Daniel Moreno  | Espagne   | Katusha         | en | 3 h 01 min 25 s |
| 2 | Sergio Henao   | Colombie  | Sky             | +  | m.t             |
| 3 | Matti Breschel | Danemark  | Rabobank        |    | m.t             |
| 4 | Allan Davis    | Australie | Orica-GreenEDGE |    | m.t             |
| 5 | Nacer Bouhanni | France    | FDJ-BigMat      |    | m.t             |

### 2eétape
|   | Coureur           | Pays      | Équipe          |    | Temps           |
| - | ----------------- | --------- | --------------- | -- | --------------- |
| 1 | Daniel Moreno     | Espagne   | Katusha         | en | 3 h 11 min 14 s |
| 2 | Sergio Henao      | Colombie  | Sky             | +  | 2 s             |
| 3 | Simon Clarke      | Australie | Orica-GreenEDGE |    | 7 s             |
| 4 | Giovanni Visconti | Italie    | Movistar        |    | 9 s             |
| 5 | Rigoberto Urán    | Colombie  | Sky             |    | m.t             |

|   | Coureur           | Pays     | Équipe               |    | Temps           |
| - | ----------------- | -------- | -------------------- | -- | --------------- |
| 1 | Daniel Moreno     | Espagne  | Katusha              | en | 6 h 12 min 39 s |
| 2 | Sergio Henao      | Colombie | Sky                  | +  | 2 s             |
| 3 | Matti Breschel    | Danemark | Rabobank             |    | 9 s             |
| 4 | Giovanni Visconti | Italie   | Movistar             |    | 11 s            |
| 5 | Esteban Chaves    | Colombie | Colombia-Coldeportes |    | m.t             |

### 3eétape

#### Résultats
|   | Coureur        | Pays        | Équipe          |    | Temps           |
| - | -------------- | ----------- | --------------- | -- | --------------- |
| 1 | Matti Breschel | Danemark    | Rabobank        | en | 3 h 52 min 35 s |
| 2 | Nacer Bouhanni | France      | FDJ-BigMat      |    | m.t             |
| 3 | Ben Swift      | Royaume-Uni | Sky             |    | m.t             |
| 4 | Allan Davis    | Australie   | Orica-GreenEDGE |    | m.t             |
| 5 | Daniele Ratto  | Italie      | Liquigas        |    | m.t             |

### 4eétape

#### Résultats
|   | Coureur          | Pays      | Équipe          |    | Temps           |
| - | ---------------- | --------- | --------------- | -- | --------------- |
| 1 | Paul Martens     | Allemagne | Rabobank        | en | 3 h 50 min 35 s |
| 2 | Daniel Moreno    | Espagne   | FDJ-BigMat      |    | +2 s            |
| 3 | Simon Clarke     | Australie | Orica-GreenEDGE |    | +5 s            |
| 4 | Nacer Bouhanni   | France    | FDJ-BigMat      |    | m.t             |
| 5 | Stefano Garzelli | Italie    | Acqua & Sapone  |    | m.t             |

### 5eétape

#### Résultats
|   | Coureur           | Pays     | Équipe                       |    | Temps           |
| - | ----------------- | -------- | ---------------------------- | -- | --------------- |
| 1 | Esteban Chaves    | Colombie | Colombia-Coldeportes         | en | 4 h 17 min 59 s |
| 2 | Sergio Henao      | Colombie | Sky                          |    | m.t             |
| 3 | Igor Antón        | Espagne  | Euskaltel-Euskadi            |    | +11 s           |
| 4 | Daniel Moreno     | Espagne  | Katusha                      |    | +22 s           |
| 5 | Franco Pellizotti | Italie   | Androni Giocattoli-Venezuela |    | +26 s           |

## Classements finals

### Classement général
|    | Cycliste          | Pays     | Équipe                       |    | Temps            |
| -- | ----------------- | -------- | ---------------------------- | -- | ---------------- |
| 1  | Daniel Moreno     | Espagne  | Katusha                      | en | 18 h 14 min 12 s |
| 2  | Sergio Henao      | Colombie | Sky                          | +  | 10 s             |
| 3  | Esteban Chaves    | Colombie | Colombia-Coldeportes         |    | 16 s             |
| 4  | Franco Pellizotti | Italie   | Androni Giocattoli-Venezuela |    | 50 s             |
| 5  | Javier Moreno     | Espagne  | Movistar                     |    | 58 s             |
| 6  | Robert Gesink     | Pays-Bas | Rabobank                     |    | 1 min 03 s       |
| 7  | Giovanni Visconti | Italie   | Movistar                     |    | 1 min 09 s       |
| 8  | Eros Capecchi     | Italie   | Liquigas-Cannondale          |    | 1 min 28 s       |
| 9  | Igor Antón        | Espagne  | Euskaltel-Euskadi            |    | 1 min 29 s       |
| 10 | Tom Dumoulin      | Pays-Bas | Rabobank                     |    | 1 min 43 s       |